# Bardos
Bardos – miejscowość i gmina we Francji, w regionie Nowa Akwitania, w departamencie Pireneje Atlantyckie.
Według danych na rok 1990 gminę zamieszkiwało 1188 osób, a gęstość zaludnienia wynosiła 28 osób/km² (wśród 2290 gmin Akwitanii Bardos plasuje się na 365. miejscu pod względem liczby ludności, natomiast pod względem powierzchni na miejscu 161.).